# Рембошево
Рембошево (пол. Ręboszewo, нім. Remboschewo) — село в Польщі, у гміні Картузи Картузького повіту Поморського воєводства.
Населення — 495 осіб (2011).
У 1975-1998 роках село належало до Гданського воєводства.

## Демографія
Демографічна структура станом на 31 березня 2011 року:
|          | Загалом | Допрацездатний вік | Працездатний вік | Постпрацездатний вік |
| -------- | ------- | ------------------ | ---------------- | -------------------- |
| Чоловіки | 232     | 59                 | 152              | 21                   |
| Жінки    | 263     | 77                 | 146              | 40                   |
| Разом    | 495     | 136                | 298              | 61                   |